# مطار بورتلاند الدولي
مطار بورتلاند الدولي (إياتا: PDX، إيكاو: KPDX، معرف الموقع إف إيه إيه: PDX) هو مطار المدنية العسكرية المشتركة وأكبر مطار في الولايات المتحدة الأمريكية في ولاية أوريغون، وهو ما يمثل 90٪ من سفر الركاب وأكثر من 95٪ من الشحن الجوي للولاية. وهي تقع ضمن حدود مدينة بورتلاند الواقعة إلى جتوب نهر كولومبيا في مقاطعة مولتنوماه، تبعد عن المدينة اثني عشر ميلا من شمال شرق وسطها.
المطار لديها رحلات مباشرة إلى مطار محاور رئيسية في جميع أنحاء الولايات المتحدة، بالإضافة إلى الرحلات الدولية مباشرة توقف إلى كندا، واليابان، وهولندا. وتعد المدينة مركزا لمانشستر يونايتد اكسبرس التابعة لسكاي ويست للخطوط الجوية لرحلات الجوية إلى المدن الصغيرة في ولاية أوريغون وكاليفورنيا. المطار هو محور رئيسي للالاسكا ايرلاينز وطيران الأفق، وبمثابة منشأة صيانة للهواء الأفق. ويقع المقر الرئيسي في ميناء الناقل، الخطوط الجوية الإقليمية تشغل مركز المحيط الهادئ شمال غرب البلاد في المطار. وتقدم خدمات الطيران العام في المطار بواسطة Flightcraft. الحرس الوطني الجوي لولاية أوريغون لديها قاعدة تقع في الجزء الجنوبي الغربي من الأسباب، وحدة المضيف الذي هو مقاتلة جناح 142d (142 FW) ترفع F-15. تشمل النقل المحلي والسكك الحديدية الخفيفة على الخط الأحمر والطريق السريع 205.

## شركات الطيران والوجهات
| شركـات طيـران            | الوجهات | Refs   |
| ------------------------ | --- | ------ |
| Air Canada Express       | مطار فانكوفر الدولي | [ 3 ]  |
| Air Canada Rouge         | موسمي: مطار تورونتو بيرسون الدولي | [ 3 ]  |
| خطوط آلاسكا الجوية       | Albuquerque، مطار تيد ستيفنز أنكوراج الدولي، مطار أوستن برغستروم الدولي، Billings، Boise، مطار لوجان الدولي، Burbank، مطار أوهير الدولي، مطار دالاس فورت ورث الدولي، مطار دنفر الدولي، Fresno، مطار هونولولو الدولي، Kahului، Kailua-Kona، Kansas City ‏، مطار هاري ريد الدولي، Lihue، مطار لوس أنجلوس الدولي، Medford، مطار ميامي الدولي (تبدأ في 17 نوفمبر 2023)، Missoula، مطار نيوآرك ليبرتي الدولي، مطار جون إف كينيدي الدولي، مطار أوكلاند الدولي (الولايات المتحدة)، Ontario (CA) ‏، Orange County ‏، مطار أورلاندو الدولي، مطار فينيكس سكاي هاربر الدولي، مطار رينو تاهو الدولي، Sacramento، مطار سولت ليك سيتي الدولي، مطار سان دييغو الدولي، مطار سان فرانسيسكو الدولي، مطار سان خوسيه الدولي، San Luis Obispo ‏، Santa Barbara ‏، Santa Rosa ‏، مطار سياتل تاكوما الدولي، Spokane، مطار توسان الدولي، مطار فانكوفر الدولي، مطار رونالد ريغان الوطني موسمي: Bozeman، Cancun، Fort Lauderdale ‏، Glacier Park/Kalispell ‏، مطار منيابولس سانت بول الدولي، Palm Springs ‏، Puerto Vallarta ‏، Redmond/Bend (تستأنف في 29 نوفمبر 2023)، San José del Cabo ‏، مطار تامبا الدولي | [ 6 ]  |
| أليجانت للطيران          | Idaho Falls ‏، Provo موسمي: Appleton، Des Moines ‏، Grand Rapids ‏، Phoenix/Mesa (تبدأ في 17 نوفمبر 2023) | [ 8 ]  |
| الخطوط الجوية الأمريكية  | مطار شارلوت دوغلاس الدولي، مطار أوهير الدولي، مطار دالاس فورت ورث الدولي، مطار ميامي الدولي، مطار فينيكس سكاي هاربر الدولي موسمي: مطار فيلادلفيا الدولي | [ 10 ] |
| إمريكان إيغل             | مطار لوس أنجلوس الدولي | [ 10 ] |
| Boutique Air             | Pendleton | [ 11 ] |
| الخطوط الجوية البريطانية | مطار لندن هيثرو | [ 12 ] |
| كوندور للطيران           | موسمي: مطار فرانكفورت | [ 13 ] |
| خطوط دلتا الجوية         | مطار سخيبول أمستردام، مطار هارتسفيلد جاكسون، مطار ديترويت، مطار لوس أنجلوس الدولي، مطار منيابولس سانت بول الدولي، مطار جون إف كينيدي الدولي، مطار سولت ليك سيتي الدولي، مطار سياتل تاكوما الدولي | [ 14 ] |
| Delta Connection         | مطار سياتل تاكوما الدولي | [ 15 ] |
| خطوط فرونتير الجوية      | مطار دنفر الدولي، مطار هاري ريد الدولي، مطار فينيكس سكاي هاربر الدولي | [ 16 ] |
| خطوط هاواي الجوية        | مطار هونولولو الدولي، Kahului | [ 17 ] |
| طيران آيسلندا            | موسمي: مطار كيفلافيك الدولي | [ 18 ] |
| خطوط جيت بلو الجوية      | موسمي: مطار لوجان الدولي، مطار جون إف كينيدي الدولي | [ 19 ] |
| خطوط ساوث ويست الجوية    | Burbank، مطار ميدواي الدولي، مطار دنفر الدولي، مطار هاري ريد الدولي، Long Beach ‏، مطار لوس أنجلوس الدولي، مطار أوكلاند الدولي (الولايات المتحدة)، Ontario (CA) ‏، مطار فينيكس سكاي هاربر الدولي، Sacramento، مطار سان دييغو الدولي، مطار سان خوسيه الدولي، مطار سانت لويس الدولي موسمي: Dallas–Love، Kansas City ‏، Palm Springs ‏ | [ 22 ] |
| خطوط سبيريت الجوية       | مطار هاري ريد الدولي | [ 23 ] |
| خطوط بلاد الشمس الجوية   | مطار منيابولس سانت بول الدولي | [ 24 ] |
| الخطوط الجوية المتحدة    | مطار أوهير الدولي، مطار دنفر الدولي، مطار جورج بوش الدولي، مطار نيوآرك ليبرتي الدولي، مطار سان فرانسيسكو الدولي، مطار واشنطن دولس الدولي | [ 25 ] |
| Volaris                  | مطار غوادالاخارا الدولي | [ 26 ] |
| WestJet Encore           | موسمي: مطار كالغاري الدولي | [ 27 ] |

### الشحن
| شركـات طيـران           | الوجهات |
| ----------------------- | --- |
| AirNet Express          | Denver–Centennial، مطار أوكلاند الدولي (الولايات المتحدة) |
| AirPac Airlines         | Redmond/Bend، بوينغ فيلد |
| Amazon Air              | مطار بالتيمور واشنطن الدولي، مطار شيكاغو روكفورد الدولي، Cincinnati، Fairbanks، Fort Worth/Alliance ‏، Hartford، مطار جورج بوش الدولي، Lakeland (FL) ‏، Ontario، مطار فينيكس سكاي هاربر الدولي، Stockton، مطار تامبا الدولي، Wilmington (OH) ‏ |
| Ameriflight             | Brookings، Corvallis، Crescent City ‏، Eugene، Florence، Grants Pass ‏، Hermiston، Klamath Falls ‏، La Grande ‏، Medford، Newport، North Bend/Coos Bay ‏، Portland/Hillsboro، Redmond/Bend، Salem |
| كاثي باسيفيك            | مطار تيد ستيفنز أنكوراج الدولي، مطار أوهير الدولي، مطار هونغ كونغ الدولي، مطار لوس أنجلوس الدولي، مطار جون إف كينيدي الدولي |
| دي إتش إل للطيران       | مطار لوس أنجلوس الدولي، مطار سياتل تاكوما الدولي، مطار فانكوفر الدولي |
| فيديكس إكسبرس           | مطار أوستن برغستروم الدولي، Boise، Fort Worth/Alliance ‏، مطار إنديانابوليس الدولي، مطار لوس أنجلوس الدولي، مطار ممفيس الدولي، مطار نيوآرك ليبرتي الدولي، مطار أوكلاند الدولي (الولايات المتحدة)، Ontario، Orange County ‏، مطار فينيكس سكاي هاربر الدولي، مطار سياتل تاكوما الدولي |
| فيديكس إكسبرس           | Corvallis، Eugene، Klamath Falls ‏، Medford، Newport، North Bend/Coos Bay ‏، Redmond/Bend، Roseburg، Salem |
| طيران كاليتا            | مطار لوس أنجلوس الدولي، مطار سياتل تاكوما الدولي، مطار فانكوفر الدولي |
| Martinaire              | Eugene |
| خطوط يو بي إس الجوية    | Albuquerque، مطار تيد ستيفنز أنكوراج الدولي، مطار لوجان الدولي، Billings، Cedar Rapids/Iowa City ‏، مطار أوهير الدولي، مطار شيكاغو روكفورد الدولي، مطار دالاس فورت ورث الدولي، Des Moines ‏، Fargo، Fresno، مطار هاريسبورغ الدولي ‏، Hartford، Kansas City ‏، مطار كلينتون الوطني، Louisville، مطار منيابولس سانت بول الدولي، مطار أوكلاند الدولي (الولايات المتحدة)، Omaha، Ontario، Orange County ‏، مطار فيلادلفيا الدولي، مطار فينيكس سكاي هاربر الدولي، مطار رينو تاهو الدولي، Sacramento–Mather، مطار سولت ليك سيتي الدولي، San Bernardino ‏، بوينغ فيلد، Spokane، مطار سانت لويس الدولي، مطار فانكوفر الدولي، Wichita |
| Western Air Express     | Boise، مطار سولت ليك سيتي الدولي، بوينغ فيلد، Spokane |
| Western Global Airlines | مطار أوهير الدولي، مطار ناريتا الدولي |

## الإحصائيات

### أشهر الوجهات
| الرتبة | المدينة                     | الركاب  |
| ------ | --------------------------- | ------- |
| 1      | سياتل/تاكوما، واشنطن        | 635,000 |
| 2      | دنفر، كولورادو              | 538,000 |
| 3      | لاس فيغاس، نيفادا           | 513,000 |
| 4      | لوس أنجلوس، كاليفورنيا      | 481,000 |
| 5      | سان فرانسيسكو، كاليفورنيا   | 418,000 |
| 6      | فينيكس سكاي هاربور، أريزونا | 416,000 |
| 7      | دالاس/فورت وورث، تكساس      | 329,000 |
| 8      | سولت لايك سيتي، يوتا        | 292,000 |
| 9      | سان خوسيه، كاليفورنيا       | 282,000 |
| 10     | شيكاغو أوهير، إلينوي        | 280,000 |

| الرتبة | المدينة                     | الركاب |
| ------ | --------------------------- | ------ |
| 1      | غوادالاخارا، المكسيك        | 94,014 |
| 2      | فانكوفر، كندا               | 87,032 |
| 3      | أمستردام، هولندا            | 66,850 |
| 4      | San José del Cabo، المكسيك  | 56,219 |
| 5      | Puerto Vallarta، المكسيك    | 51,778 |
| 6      | كالغاري، كندا               | 31,252 |
| 7      | لندن هيثرو، المملكة المتحدة | 29,327 |
| 8      | كيفلافيك، آيسلندا           | 26,597 |
| 9      | فرانكفورت، ألمانيا          | 23,242 |
| 10     | تورونتو بيرسون، كندا        | 10,423 |

### حصة الشركات
| الرتبة | الناقل                | الركاب    | الحصة  |
| ------ | --------------------- | --------- | ------ |
| 1      | خطوط آلاسكا الجوية    | 4,147,000 | 30.98% |
| 2      | خطوط ساوث ويست الجوية | 1,784,000 | 13.33% |
| 3      | الخطوط الجوية المتحدة | 1,692,000 | 12.64% |
| 4      | خطوط دلتا الجوية      | 1,672,000 | 12.49% |
| 5      | Horizon Air           | 1,203,000 | 8.99%  |
| 6      | آخرى                  | 2,886,000 | 21.56% |

### عدد المسافرين السنوي
شاهد source Wikidata query and sources.
| السنة | الركاب     |
| ----- | ---------- |
| 2012  | 14,390,750 |
| 2013  | 15,029,569 |
| 2014  | 15,916,512 |
| 2015  | 16,850,952 |
| 2016  | 18,352,767 |
| 2017  | 19,080,444 |
| 2018  | 19,882,788 |
| 2019  | 19,891,365 |
| 2020  | 7,084,543  |
| 2021  | 11,806,921 |
| 2022  | 14,818,654 |